# Wat Tyler

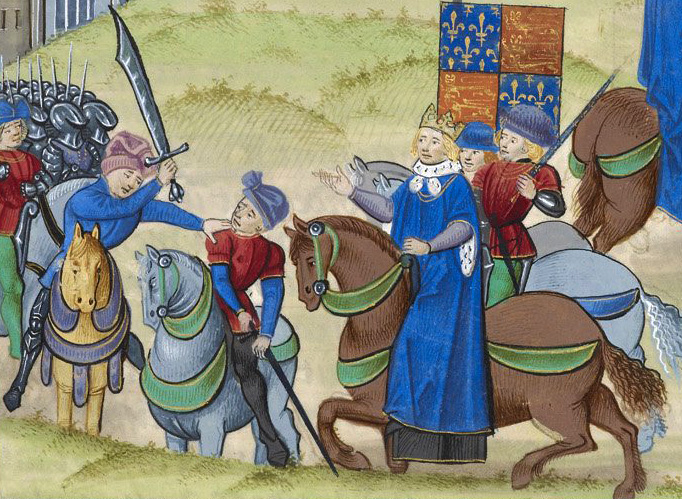
De executie van Wat Tyler

Wat Tyler (4 januari 1341 - 15 juni 1381) was de leider van de Engelse boerenopstand in 1381.

## Lasten
In deze periode (het was tijdens de regering van koning Richard II), drukten de belastingen zwaar op de boeren. Toen in de zeventiger jaren van de veertiende eeuw de Honderdjarige Oorlog (waarbij Engelse legers Frankrijk binnenvielen) weinig successen opleverde, werden er centrale belastingen opgelegd, deels om de oorlog te bekostigen. De volksopstand richtte zich vooral tegen de adviseurs van de koning, Richard II:
- Jan van Gent was, als belangrijkste adviseur van de jonge koning, in feite de machtigste man in het land
- Robert Hales was hoofd van de Johannieterorde, en daarmee symbool voor de rijkdom van de kerk.

## De persoon Wat Tyler
Wat Tyler zelf was geen boer maar een ambachtsman (de naam betekent "dakdekker"), maar werd ondanks zijn beroep als leider van de opstand naar voren geschoven.

## Verloop van de opstand
Op 14 juni ging de koning bij Mile End akkoord met de eisen van het volk (Mile's end): afschaffing van onvrijheid en van herendiensten. Hij onderscheidde zich daarbij om zijn moedig optreden.
Toen hun eisen waren ingewilligd (Hales vond de dood), ging een groot gedeelte van de opstandelingen tevreden naar huis terug.
De volgende dag, op 15 juni, stelden de overgebleven opstandelingen echter verdere eisen zoals afschaffing van de vogelvrijverklaring, het verdwijnen van alle herendiensten, behalve die aan de koning, alsook herverdeling van kerkelijke bezittingen onder het volk. Hierbij dient aangetekend dat in de middeleeuwen wel twee derde van het land aan de kerk behoorde: in een agrarische gemeenschap een enorm kapitaal met enorme macht. Nog andere eisen waren: afschaffing van de lijfeigenschap, en tevens mocht er maar één bisschop in Engeland overblijven.

## Tylers dood en de mislukking
In eerste instantie leek de koning gewillig in te stemmen.
Maar toen werd Wat Tyler opeens vermoord; de toedracht is onduidelijk, en het is zeer de vraag of dit een beraamd plan was. Maar het onheil was geschied. Chaos brak uit onder de opstandelingen en het tumult werd bloedig neergeslagen. Uiteindelijk werden de oorkonden van Mile End nietig verklaard, de concessies teruggedraaid, en was de opstand volledig mislukt. Het proces van opheffing van de horigheid was echter uiteindelijk niet meer te stuiten, en zette door.